# Orogenia
Orogenia là chi thực vật có hoa trong họ Apiaceae.

## Hình ảnh

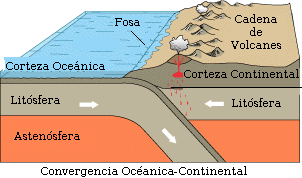
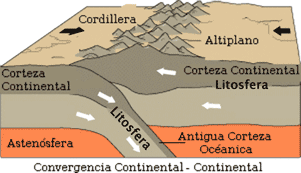